# Ilyushin Il-32
L'Ilyushin Il-32 (in caratteri cirillici Ильюшин Ил-32) era un aliante da trasporto ad ala alta progettato dall'OKB 39 diretto da Sergej Vladimirovič Il'jušin e sviluppato in Unione Sovietica alla fine degli anni quaranta.
Caratterizzato dalla costruzione interamente metallica, l'Il-32 venne realizzato in un solo esemplare che non venne avviato alla produzione in serie per mancanza di un velivolo in grado di trainarlo.

## Storia

### Sviluppo
Alla fine degli anni quaranta il governo sovietico emise una specifica per la fornitura di un aliante da trasporto tattico di dimensioni maggiori di quelli fino ad allora utilizzati, in grado di riuscire a trasportare fino a 60 militari completamente equipaggiati o materiali ed attrezzature varie per una massa totale di 7 000 kg. Il peso massimo in volo complessivo doveva risultare di 16 000 kg per consentire il traino da parte del Ilyushin Il-18 o del Tupolev Tu-4.
Alla richiesta rispose l'OKB 39 Ilyushin che sotto la direzione tecnica di Sergej Vladimirovič Il'jušin sviluppò un aliante caratterizzato dall'ala alta, dalla semplicità di costruzione atta a facilitarne la produzione in serie, e da alcune soluzioni tecnologiche che ne facilitavano le operazioni di carico e scarico.

### Impiego operativo
L'Il-32 venne portato in volo per la prima volta il 20 agosto 1948 al traino di un bimotore a pistoni Ilyushin Il-12D, versione militare da trasporto, della Sovetskie Voenno-vozdušnye sily, l'aeronautica militare sovietica, risultando però sottopotenziato in condizioni di pieno carico. Si ricorse perciò al quadrimotore di linea Ilyushin Il-18 adattato per l'occasione con un impianto di traino. Durante i test di volo effettuati il successivo 20 settembre l'Il-32 raggiunse una velocità di crociera di 323 km/h ad un'altitudine di 3 000 m con un peso di 16 000 kg.
Le prove di volo risultarono soddisfacenti e venne presa la decisione di avviarne la produzione in serie ma la mancanza di aerei da traino idonei risultava un problema senza soluzioni; nessuno dei quadrimotori allora in produzione in Unione Sovietica risultava disponibile e sia il Tupolev Tu-70 di linea che il Tupolev Tu-75 da trasporto, quest'ultimo originariamente destinato anche al traino dell'Il-32 ed entrambi derivati dal bombardiere Tupolev Tu-4, videro il loro sviluppo interrotto.
Vennero tentati voli di prova al traino di due Il-12 ma i rischi per questo abbinamento risultavano troppo elevati sia per gli equipaggi degli aerei che trainavano sia per l'aliante trainato per cui si prese la decisione di cancellare il programma per la mancanza di un rimorchiatore idoneo.

## Descrizione tecnica
L'Il-32 era un aliante da trasporto ad ala alta dall'aspetto convenzionale di costruzione interamente metallica.
La fusoliera, realizzata in duralluminio presentava una sezione rettangolare con dimensioni 3,2 m per 4,15 m, dotata di sei finestrini sui lati, ed integrava la cabina di pilotaggio, non pressurizzata, posizionata nella parte anteriore a scalino. Sia la parte anteriore che la posteriore potevano essere aperti verso destra fino ad un angolo di 95° per facilitare le operazioni di carico e scarico. Il piano di carico presentava una rampa di accesso per consentire ai veicoli di entrare ed uscire autonomamente.
Posteriormente terminava in un impennaggio classico monoderiva con piani orizzontali controventati.
L'ala, dritta e a pianta romboidale, era posizionata alta a sbalzo, di moderato allungamento alare. Si rastremava verso le estremità alari ed era dotata per ogni lato di alettoni e ipersostentatori posizionati sul bordo di uscita.
Il carrello d'atterraggio era in configurazione triciclo anteriore, fisso, con gli elementi posteriori costituiti da un lungo elemento verticale telescopico, incernierato sulla superficie inferiore dell'ala, che collegava un elemento inferiore triangolare infulcrato alla fusoliera e che integrava le ruote.

## Utilizzatori
Unione Sovietica
- Sovetskie Voenno-vozdušnye sily

## Velivoli comparabili
Unione Sovietica
- Yakovlev Yak-14